# Sông Jari

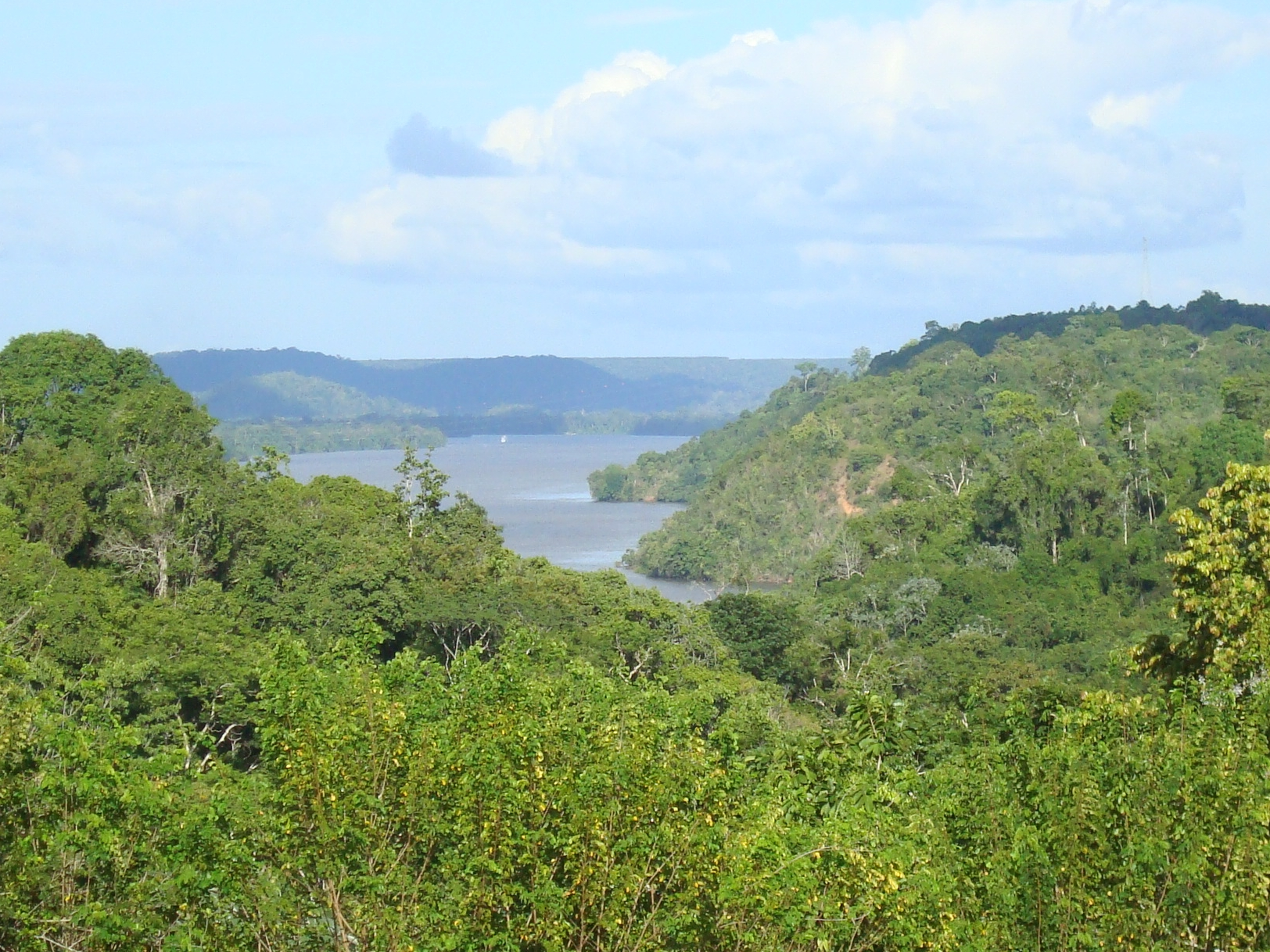
Sông Jari

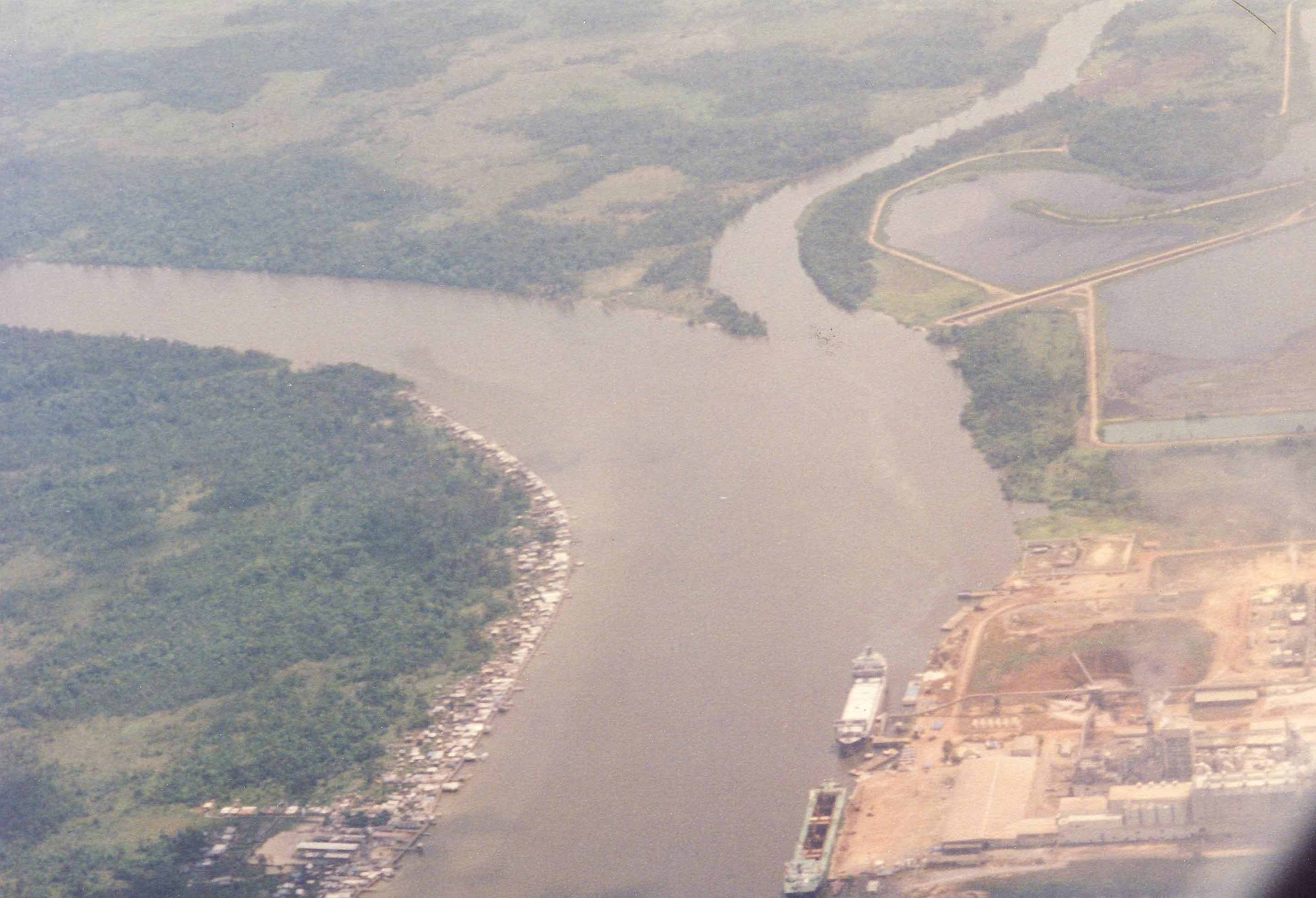
Nhà máy bột giấy bên bờ sông Jari

Sông Jari, là một chi lưu phía bắc của sông Amazon nằm trên ranh giới giữa các bang Pará và Amapá ở phía bắc Brasil. Sông là chi lưu nằm trong vùng hạ du nhất của bồn địa Amazon và là giáp với Cao nguyên Guiana cùng Guianas và Guyane thuộc Pháp toở tây bắc.

## Các chi lưu
- Sông Iratapuru
- Sông Iratapina
- Sông Noucouru
- Sông Mapiri
- Sông Cuc
- Sông Culari
- Sông Curapi
- Sông Ximim-Ximim
- Sông Mapaoni